# Associazione Calcio Sant'Angelo 1976-1977
Questa voce raccoglie le informazioni riguardanti l'Associazione Calcio Sant'Angelo nelle competizioni ufficiali della stagione 1976-1977.

## Rosa
| N. |                   | Ruolo | Calciatore        |
| -- | ----------------- | ----- | ----------------- |
|    | Italia (bandiera) | C     | Sergio Balberini  |
|    | Italia (bandiera) | D     | Mauro Cappelletti |
|    | Italia (bandiera) | D     | Claudio Colombi   |
|    | Italia (bandiera) | P     | Marziano Colombo  |
|    | Italia (bandiera) | A     | Franco Corti      |
|    | Italia (bandiera) | C     | Domenico Daccò    |
|    | Italia (bandiera) |       | De Paoli          |
|    | Italia (bandiera) | A     | Sauro Frutti      |
|    | Italia (bandiera) | D     | Paolo Lolla       |

| N. |                   | Ruolo | Calciatore          |
| -- | ----------------- | ----- | ------------------- |
|    | Italia (bandiera) | D     | Angelo Marini       |
|    | Italia (bandiera) | D     | Giuseppe Mascheroni |
|    | Italia (bandiera) | C     | Ferruccio Mazzola   |
|    | Italia (bandiera) | A     | Giacomo Perego      |
|    | Italia (bandiera) | D     | Massimo Prevedini   |
|    | Italia (bandiera) | C     | Angelo Quintavalle  |
|    | Italia (bandiera) | P     | Massimo Rossetti    |
|    | Italia (bandiera) | C     | Enzo Scaini         |
|    | Italia (bandiera) | C     | Tiziano Zorzetto    |